# 사이키 나오코

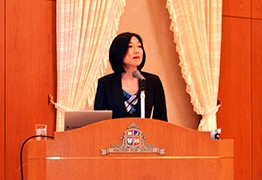

사이키 나오코(일본어: 斎木 尚子, 1958년 10월 11일 ~ )는 일본의 외교관이다. 도쿄도에서 태어나 외무성 외무보도관, 경제국장, 국제법국장을 거쳐 현재 외무성 연수소장을 맡고 있다.

## 인물
도쿄도 출신으로 도쿄 대학 법학부를 졸업하고 1982년 외무성에 입성했다. 1983년에 미국에서 2년 간 유학하고 1985년에 윌리엄스 대학교를 졸업했다.
귀국 후 외무성 대신관방 총무과 기획관, 종합외교정책국 국제평화협력실장을 거쳐 2000년 4월부터 북미국 북미2과장, 2002년 4월에는 조약국 법규과장을 지냈다. 2004년 8월에 게이오기주쿠 대학 종합정책학부 교수, 2006년 4월 외무성 대신관방 고사·정책평가관, 경제국 정책과장 겸 영사서비스본부에서 근무했다. 그해 9월 대신관방 회계과장을 맡았고 2009년 1월 일본국제문제연구소 부소장을 역임했다. 그 사이에 2003년부터 2006년까지 교토 대학 대학원 법학연구과 객원교수, 조치 대학 법학부 비상근 강사, 주오 대학 법학부 비상근 강사, 도쿄 대학 대학원 공공정책학교육부 강사도 맡았다.
2011년 8월, 외무성 외무보도관 조직참사관(보도·홍보 담당), 2012년 8월 동 보도·홍보·문화 교류 담당, 같은 해 9월 외무성 외무보도관 홍보·문화조직심의관(보도·홍보·문화 교류 담당), 2013년 6월에는 외무성 외무보도관 홍보·문화조직국제문화교류심의관을 맡았다.
2014년 7월 4일에 외무성 경제국장, 2015년 외무성 국제법국장을 거쳐 2017년 현재 외무성 연수소장을 맡고 있다.

## 가족 관계
남편은 외교관인 사이키 아키타카(외무성 사무차관)이며, 아버지는 공학자인 이마나카 오사무(도쿄 대학 명예교수)이다.

### 주해
1. 1 2  외무 부보도관

### 출전
1. 1 2 3  YNU国際シンポジウム2013「現代に生きる岡倉天心」 登壇者略歴 보관됨 2016-02-25 - 웨이백 머신 요코하마 국립 대학 국제전략추진기구
2. 1 2  「外務省、総合外交政策局長に秋葉氏」 니혼케이자이 신문, 2015년 9월 25일
3. 1 2  석간 후지 (2013년 12월 26일). “都知事選、首相の“隠し玉”マダム斎木 外交官の力量「同期ナンバーワン」”. ZAKZAK. 2014년 1월 29일에 원본 문서에서 보존된 문서. 2014년 7월 19일에 확인함.
4. 1 2 3  c研究スタッフ 斎木 尚子 보관됨 2018-01-29 - 웨이백 머신 - 일본국제문제연구소
5. ↑  “外務省の経済局長に斎木尚子氏　斎木事務次官の妻”. 아사히 신문 디지털. 2014년 7월 4일. 2014년 7월 9일에 원본 문서에서 보존된 문서. 2014년 7월 9일에 확인함.
6. ↑  人事、外務省 보관됨 2018-01-30 - 웨이백 머신 - 니혼케이자이 신문, 2017년 7월 4일

## 참고 자료
- ‘21世紀旗手　外務省北米二課長・斎木尚子さん’, 《아사히 신문》 2000년 11월 22일, 24일 석간